# Claude Saucier
Claude Saucier, est un animateur de radio et de télévision québécois. Né à Louiseville le 14 mai 1949, il fait ses débuts à CKCN, puis travaille au sein du réseau Télémédia, de Radio-Québec, de Télé-Métropole et de Radio-Canada.
Il est notamment connu pour avoir animé Télé-Service à Radio-Québec et co-créé Salut, Bonjour!. Il est à l'emploi de Radio-Canada à partir du milieu des années 1990, où il atteint le statut d'animateur vedette. Il anime C'est si bon à ICI Musique depuis 2011.

## Biographie

### À la radio
En 1970, Claude Saucier abandonne ses études à l'Université du Québec à Montréal, espérant devenir animateur de radio,. Il se rend à Ottawa pour obtenir la liste des stations de radio du Canada afin de cibler des employeurs potentiels.
Essuyant plusieurs refus à Montréal, il se dirige vers la Côte-Nord. À Baie-Comeau, le directeur de la station lui refuse un poste, mais le dirige vers Sept-Îles, où la station CKCN cherche un animateur de nuit la fin de semaine,. À cette époque, en plein boom minier, la ville est frénétique autant de jour que de nuit.
En 1971, il se dirige vers Saint-Jérôme, où il anime à la station CKJL jusqu'en 1975,.
Il est alors recruté par CKAC, alors station-mère du réseau Télémédia. Claude Mailhot l'engage d'abord comme journaliste sportif. Claude Saucier retourne quelques mois plus tard à l'animation pour l'émission Grand express jusqu'en 1980 où il est remplacé par Jacques Fabi.

### À la télévision
Après la radio, il crée et anime en 1980 l'émission de services Télé-Service sur les ondes de Radio-Québec, entouré entre autres de Guy Richer et Marc Laurendeau.
En 1988, il quitte Radio-Québec pour Télé-Métropole et en 1989, il prend la barre de l'émission matinale Salut, Bonjour! diffusée sur les ondes de Télé-Métropole. Avec la réalisatrice Louise Forest, il revoit entièrement le concept de l'émission,. Pendant 3 ans, il anime les matins de Télé-Métropole, y faisant tripler les cotes d'écoutes. Il quitte Salut, Bonjour!. Salut, Bonjour! conserve le même format pendant au moins 25 ans,, devenue depuis une référence en matière de télé-réveil au Québec,.
Saucier est ensuite muté à la co-animation de De bonne humeur avec Michel Louvainpour la dernière saison de l'émission.

### À Radio-Canada
Claude Saucier joint ensuite les rangs de Radio-Canada.
Pendant trois ans, il sera à la barre de l’émission du matin à CJBC-Toronto. En juin 1996, il devient animateur pour la saison estivale de Bon matin, diffusée au réseau français de la télévision de Radio-Canada et de RDI.
En septembre 1997, il revient vivre à Montréal pour animer l’émission télé matinale Bonjour chez vous. Il affrontera en direct, avec les téléspectateurs, la tempête de verglas de janvier 1998. Puis, en septembre de la même année, il relève le défi que lui propose la télévision de Radio-Canada d’animer l’émission La vraie vie, qui sera suivie, en 2000, de C’est simple comme bonjour, deux émissions quotidiennes diffusées du lundi au vendredi.
En septembre 2002, il passe à la radio au service de la Chaîne culturelle de Radio-Canada, pour animer l’émission L’air d’aller, diffusée sur le réseau national du lundi au vendredi, de 16 h à 18 h.
En 2004, La Chaîne culturelle devient Espace Musique. Il y anime une émission quotidienne, de 15 h à 17 h 30. De concert avec sa réalisatrice Michèle Vaudry, il est le premier à avancer le concept d’émission multigenre.
En décembre 2008, toujours en fin d'après-midi à la radio musicale de Radio-Canada, il développe le concept de « la petite folie du vendredi», faisant place alors aux demandes des auditeurs en direct. Pour la radio publique, c’était une première.
Il anime depuis 2011 C'est si bon sur ICI Musique, une émission diffusant des succès de jazz, de big band et de musiques de films.
Claude Saucier monte sur scène avec un spectacle reprenant le concept radiophonique de C’est si bon et parcourt le Québec avec un vrai Big Band, une co-production ICI Musique et Productions Martin Leclerc nommée C'est si bon... de danser où le public peut vivre en direct et danser sur le notes de l'orchestre de l'émission.